# Sevdalin Marinov
Sevdalin Ilianov Marinov (em búlgaro:  Севдалин Илиянов Маринов; 11 de junho de 1968, em Asenovgrad, Plovdiv) é um campeão mundial e olímpico em halterofilismo, que competiu pela Bulgária e depois pela Austrália.
Foi três vezes campeão mundial, entre 1985 a 1987 e conquistou o ouro olímpico em 1988. Definiu três recordes mundiais — dois no arranque e um no total, na categoria até 52 kg. Ficou no quarto lugar nos campeonatos mundiais de 1989 e 1990, na categoria até 56 kg, pela Bulgária.
No Campeonato Mundial de 1993, competindo pela Austrália, ficou em 12º lugar na categoria até 59 kg. Nos Jogos da Commonwealth de 1994, ganhou o ouro na categoria até 64 kg.